# 한국의 왕자와 왕녀 목록
이 문서는 현재까지 알려진 한국의 왕자(황자)와 왕녀(공주, 궁주, 옹주)의 목록을 담고 있다.

## 고조선
- 우거왕의 아들 - 장

## 부여
- 금와왕의 아들 - 대소왕
- 금와왕의 아들 - 갈사수 (훗날 부여가 망한 후 갈사부여를 세움)

## 고구려
- 고구려 유리왕의 아들 - 도절태자
- 고구려 유리왕의 아들 - 해명태자
- 고구려 유리왕의 아들 - 대무신왕
- 고구려 유리왕의 아들 - 여진
- 고구려 유리왕의 아들 - 민중왕
- 고구려 유리왕의 아들 또는 고구려 대무신왕의 아들 - 재사왕자
- 고구려 유리왕의 아들 - 여율
- 고구려 대무신왕의 아들 - 호동왕자
- 고구려 대무신왕의 아들 - 모본왕
- 고구려 모본왕의 아들 - 고익
- 재사왕자의 아들 - 고구려 태조대왕
- 재사왕자의 아들 또는 고구려 태조대왕의 서자 - 고구려 차대왕
- 재사왕자의 아들 또는 고구려 태조대왕의 서자 - 고구려 신대왕
- 재사왕자의 아들 또는 고구려 태조대왕의 서자 - 고인고
- 고구려 태조대왕의 아들 - 막근
- 고구려 태조대왕의 아들 - 막덕
- 고구려 차대왕의 아들 - 추안
- 고구려 신대왕의 아들 - 발기
- 고구려 신대왕의 아들 - 고국천왕
- 고구려 신대왕의 아들 - 산상왕
- 고구려 신대왕의 아들 - 고계수
- 고구려 산상왕의 아들 - 동천왕
- 고구려 동천왕의 아들 - 중천왕
- 고구려 동천왕의 아들 - 예물
- 고구려 동천왕의 아들 - 사구
- 고구려 중천왕의 아들 - 서천왕
- 고구려 중천왕의 아들 - 달가
- 고구려 중천왕의 아들 - 고일우
- 고구려 중천왕의 아들 - 고소발
- 고구려 서천왕의 아들 - 봉상왕
- 고구려 서천왕의 아들 - 돌고
- 고구려 미천왕의 아들 - 고국원왕
- 고구려 미천왕의 아들 - 고무
- 고구려 고국원왕의 아들 - 소수림왕
- 고구려 고국원왕의 아들 - 고국양왕
- 고구려 고국양왕의 아들 - 광개토대왕
- 고구려 광개토대왕의 아들 - 장수왕
- 고구려 장수왕의 아들 - 고조다
- 고구려 장수왕의 아들 - 고승우
- 고구려 문자명왕의 아들 - 안장왕
- 고구려 문자명왕의 아들 - 안원왕
- 고구려 안원왕의 아들 - 양원왕
- 고구려 양원왕의 아들 - 평원왕
- 고구려 평원왕의 아들 - 영양왕
- 고구려 평원왕의 아들 - 고태양
- 고구려 평원왕의 아들 - 영류왕
- 고구려 평원왕의 딸 - 평강공주
- 고구려 영류왕의 아들 - 고환권
- 고구려 보장왕의 아들 - 고복남
- 고구려 보장왕의 아들 - 고덕무
- 고구려 보장왕의 아들 - 고인승
- 고구려 보장왕의 아들 - 약광

## 백제
- 백제 온조왕의 아들 - 다루왕
- 백제 다루왕의 아들 - 기루왕
- 백제 기루왕의 아들 - 개루왕
- 백제 기루왕의 아들 - 부여질
- 백제 개루왕의 아들 - 초고왕
- 백제 초고왕의 아들 - 구수왕
- 백제 구수왕의 아들 - 사반왕
- 백제 구수왕의 아들 - 비류왕
- 백제 고이왕의 아들 - 책계왕
- 백제 책계왕의 아들 - 분서왕
- 백제 분서왕의 아들 - 계왕
- 백제 비류왕의 아들 - 근초고왕
- 백제 근초고왕의 아들 - 근구수왕
- 백제 근구수왕의 아들 - 침류왕
- 백제 근구수왕의 아들 - 진사왕
- 백제 침류왕의 아들 - 아신왕
- 백제 침류왕의 아들 - 부여훈해
- 백제 침류왕의 아들 - 부여설례
- 백제 침류왕의 아들 - 부여홍
- 백제 진사왕의 아들 - 여휘
- 백제 진사왕의 아들 - 진손왕
- 백제 아신왕의 아들 - 전지왕
- 백제 아신왕의 아들 - 부여신
- 백제 아신왕의 딸 - 신제도원
- 백제 전지왕의 아들 - 구이신왕
- 백제 비유왕의 아들 - 개로왕
- 백제 개로왕의 아들 - 문주왕
- 백제 개로왕의 아들 - 부여곤지
- 백제 문주왕의 아들 - 삼근왕
- 백제 동성왕의 아들 - 무령왕
- 백제 동성왕의 딸 - 보과공주
- 백제 무령왕의 아들 - 성왕
- 백제 무령왕의 아들 - 순타태자
- 백제 무령왕의 아들 - 사아군
- 백제 성왕의 아들 - 위덕왕
- 백제 성왕의 아들 - 혜왕
- 백제 성왕의 아들 - 임성태자
- 백제 성왕의 딸 - 부여소비
- 백제 위덕왕의 아들 - 아좌태자
- 백제 위덕왕의 아들 - 임성태자
- 백제 위덕왕의 아들 - 부여도
- 백제 위덕왕의 아들 - 무왕(무강태자)
- 백제 위덕왕의 딸 - 부여예란
- 백제 혜왕의 아들 - 법왕
- 백제 법왕의 아들 - 진이왕
- 백제 무왕의 아들 - 의자왕
- 백제 무왕의 아들 - 부여교기
- 백제 의자왕의 아들 - 부여효
- 백제 의자왕의 아들 - 부여태
- 백제 의자왕의 아들 - 부여융
- 백제 의자왕의 아들 - 부여연
- 백제 의자왕의 아들 - 부여풍 (백제 부흥군의 풍왕)
- 백제 의자왕의 아들 - 부여용

## 신라
- 신라 박혁거세 거서간의 아들 - 남해 차차웅
- 신라 박혁거세 거서간의 딸 - 아로공주
- 신라 남해왕의 아들 - 유리 이사금
- 신라 남해왕의 아들 - 박나로
- 신라 남해왕의 딸 - 아효부인
- 신라 유리이사금의 아들 - 파사 이사금
- 신라 유리이사금의 아들 - 일성 이사금
- 신라 탈해이사금의 아들 - 석구추
- 신라 파사이사금의 아들 - 지마 이사금
- 신라 지마이사금의 딸 - 내례부인
- 신라 일성이사금의 아들 - 아달라 이사금
- 신라 벌휴이사금의 아들 - 석골정
- 신라 벌휴이사금의 아들 - 석이매
- 신라 내해이사금의 딸 - 아이혜부인
- 신라 내해이사금의 아들 - 석우로
- 신라 내해이사금의 아들 - 석이음
- 신라 조분이사금의 딸 - 광명부인
- 신라 조분이사금의 아들 - 기림 이사금
- 신라 조분이사금의 아들 - 유례 이사금
- 신라 조분이사금의 아들 - 석걸숙
- 신라 내물마립간의 아들 - 눌지 마립간
- 신라 내물마립간의 아들 - 복호
- 신라 내물마립간의 아들 - 미사흔
- 신라 눌지마립간의 아들 - 자비 마립간
- 신라 눌지마립간의 딸 - 조생부인
- 신라 눌지마립간의 딸 - 황아공주
- 신라 자비마립간의 아들 - 소지마립간
- 신라 자비마립간의 딸 - 준명공주
- 신라 소지마립간의 딸 - 보도부인
- 신라 소지마립간의 아들 - 산종
- 신라 지증왕의 아들 - 법흥왕
- 신라 지증왕의 아들 - 입종 갈문왕
- 신라 지증왕의 아들 - 김진종
- 신라 지증왕의 딸 - 보현공주
- 신라 법흥왕의 딸 - 지소태후
- 신라 법흥왕의 딸 - 삼엽공주
- 신라 법흥왕의 아들 - 비대전군
- 신라 법흥왕의 아들 - 모랑
- 신라 법흥왕의 딸 - 남모공주
- 신라 법흥왕의 딸 - 사실공주
- 신라 법흥왕의 딸 - 사도미
- 신라 진흥왕의 아들 - 동륜태자
- 신라 진흥왕의 아들 - 진지왕
- 신라 진흥왕의 아들 - 구륜
- 신라 진흥왕의 딸 - 태양공주
- 신라 진흥왕의 딸 - 아양공주
- 신라 진흥왕의 딸 - 은륜공주
- 신라 진흥왕의 딸 - 월륜공주
- 신라 진흥왕의 아들 - 정숙태자
- 신라 진흥왕의 아들 - 수종전군
- 신라 진흥왕의 딸 - 반야공주
- 신라 진흥왕의 딸 - 난야공주
- 신라 진흥왕의 아들 - 천주공
- 신라 진흥왕의 딸 - 덕명공주
- 신라 진흥왕의 딸 - 난성공주
- 신라 진지왕의 아들 - 김용춘
- 신라 진지왕의 아들 - 김비형
- 신라 진평왕의 딸 - 선덕여왕(덕만공주)
- 신라 진평왕의 딸 - 천명공주(태종무열왕의 생모)
- 신라 진평왕의 딸 - 선화공주(백제 무왕과의 사랑이야기가 전해짐)
- 신라 진평왕의 딸 - 천화공주(화랑세기)에서 등장)
- 신라 진평왕의 딸 - 보화공주
- 신라 진평왕의 딸 - 양명공주
- 신라 진평왕의 아들 - 김태원
- 신라 진평왕의 아들 - 김호원
- 신라 진평왕의 아들 - 보로전군
- 신라 진평왕의 딸 - 우야공주
- 신라 무열왕의 딸 - 고타소
- 신라 무열왕의 아들 - 문무왕
- 신라 무열왕의 아들 - 김인문
- 신라 무열왕의 아들 - 김문왕
- 신라 무열왕의 아들 - 김노차
- 신라 무열왕의 아들 - 김지경
- 신라 무열왕의 아들 - 김개원
- 신라 무열왕의 딸 - 지소부인
- 신라 무열왕의 딸 - 요석공주
- 신라 무열왕의 아들 - 김인태
- 신라 무열왕의 아들 - 김개지문
- 신라 무열왕의 아들 - 김거득
- 신라 무열왕의 아들 - 김마득
- 신라 문무왕의 아들 - 신문왕
- 신라 신문왕의 아들 - 효소왕
- 신라 신문왕의 아들 - 성덕왕
- 신라 신문왕의 아들 - 김근질
- 신라 신문왕의 아들 - 김사종
- 신라 성덕왕의 아들 - 김중경
- 신라 성덕왕의 아들 - 효성왕
- 신라 성덕왕의 아들 - 경덕왕
- 신라 성덕왕의 딸 - 사소부인
- 신라 경덕왕의 아들 -혜공왕
- 신라 원성왕의 아들 - 인겸
- 신라 원성왕의 아들 - 예영
- 신라 원성왕의 딸 - 대룡부인
- 신라 원성왕의 딸 - 소룡부인
- 신라 경순왕의 아들 - 마의태자
- 신라 경순왕의 아들 - 김덕지

## 발해
- 발해 문왕의 딸 - ???
- 발해 문왕의 딸 - 정혜공주
- 발해 문왕의 딸 - 정연공주
- 발해 문왕의 딸 - 정효공주

## 후백제
- 후백제 견훤의 일남 - 신검왕
- 후백제 견훤의 이남 - 양검왕자
- 후백제 견훤의 삼남 - 용검왕자
- 후백제 견훤의 사남 - 금강왕자
- 후백제 견훤의 오남 - 종우왕자
- 후백제 견훤의 십남 - 능예왕자
- 후백제 견훤의 ?   - 수미강왕자
- 후백제 견훤의 딸   - 쇠복공주(능예를검색하면나옴)

## 태봉
- 태봉 궁예의 일남 - 청광왕자(일명:청광보살)
- 태봉 궁예의 이남 - 신광왕자(일명:신광보살)
- 태봉 궁예의 삼남 - 순백왕자(광주 이씨의 시조)

## 고려
태조
- 고려 태조의 아들 - 고려 혜종
- 고려 태조의 아들 - 왕태
- 고려 태조의 아들 - 정종
- 고려 태조의 아들 - 고려 광종
- 고려 태조의 아들 - 문원대왕(추존)
- 고려 태조의 아들 - 증통국사
- 고려 태조의 딸 - 낙랑공주
- 고려 태조의 딸 -  흥방공주
- 고려 태조의 아들 - 고려 대종(추존)
- 고려 태조의 아들 - 고려 안종(추존)
- 고려 태조의 아들 - 왕위군
- 고려 태조의 아들 - 인애군
- 고려 태조의 아들 - 원장태자
- 고려 태조의 아들 - 조이군
- 고려 태조의 딸 - 문혜왕후
- 고려 태조의 딸 - 선의왕후
- 고려 태조의 아들 - 수명태자
- 고려 태조의 아들 - 흥덕원군
- 고려 태조의 딸 - 순안왕대비
- 고려 태조의 아들 - 효목태자
- 고려 태조의 아들 - 효은태자
- 고려 태조의 아들 - 원녕태자
- 고려 태조의 아들 - 효성태자
- 고려 태조의 아들 - 효지태자
- 고려 태조의 아들 - 효제태자
- 고려 태조의 아들 - 효명태자
- 고려 태조의 아들 - 법등군
- 고려 태조의 아들 - 자리군
- 고려 태조의 아들 - 의성부원대군

혜종
- 고려 혜종의 아들 - 흥화군
- 고려 혜종의 딸 - 경화궁부인
- 고려 혜종의 딸 - 정헌공주
- 고려 혜종의 딸 - 명혜부인

정종
- 고려 정종의 아들 - 경춘원군

광종
- 고려 광종의 아들 - 고려 경종
- 고려 광종의 아들 - 효화태자
- 고려 광종의 딸 - 천추전부인
- 고려 광종의 딸 - 보화궁부인
- 고려 광종의 딸 - 문덕왕후

경종
- 고려 경종의 아들 - 고려 목종

성종
- 고려 성종의 딸 - 원정왕후

현종
- 고려 현종의 딸 - 효정공주
- 고려 현종의 딸 - 천수전주
- 고려 현종의 아들 - 고려 덕종
- 고려 현종의 아들 - 고려 정종
- 고려 현종의 아들 - 고려 문종
- 고려 현종의 딸 - 인평왕후
- 고려 현종의 딸 - 경숙공주
- 고려 현종의 아들 - 평양공 정간왕(추존)
- 고려 현종의 딸 - 효사왕후
- 고려 현종의 딸 - 효경공주
- 고려 현종의 딸 - 경성왕후
- 고려 현종의 아들 - 검교태사

덕종
- 고려 덕종의 딸 - 상회공주

정종
- 고려 정종의 아들 - 애상군
- 고려 정종의 아들 - 낙랑후
- 고려 정종의 아들 - 개성후
- 고려 정종의 딸 - 도애공주

문종
- 고려 문종의 아들 - 고려 순종
- 고려 문종의 아들 - 고려 선종
- 고려 문종의 아들 - 고려 숙종
- 고려 문종의 아들 - 대각국사
- 고려 문종의 아들 - 상안공
- 고려 문종의 아들 - 금관후
- 고려 문종의 아들 - 변한후
- 고려 문종의 아들 - 낙랑후
- 고려 문종의 아들 - 조선공 양헌왕(추존)
- 고려 문종의 아들 - 부여공
- 고려 문종의 아들 - 진한공
- 고려 문종의 딸 - 적경궁주
- 고려 문종의 딸 - 보녕궁주

선종
- 고려 선종의 딸 - 경화왕후
- 고려 선종의 아들 - 고려 헌종
- 고려 선종의 딸 - 수안택주
- 고려 선종의 아들 - 한산후

숙종
- 고려 숙종의 아들 - 고려 예종
- 고려 숙종의 아들 - 상당후
- 고려 숙종의 아들 - 원명국사
- 고려 숙종의 아들 - 대방공
- 고려 숙종의 아들 - 대원공
- 고려 숙종의 아들 - 제안공
- 고려 숙종의 아들 - 통의후
- 고려 숙종의 딸 - 대령궁주
- 고려 숙종의 딸 - 흥수궁주
- 고려 숙종의 딸 - 안수궁주
- 고려 숙종의 딸 - 복녕궁주

예종
- 고려 예종의 아들 - 고려 인종
- 고려 예종의 딸 - 승덕공주
- 고려 예종의 딸 - 흥경공주

인종
- 고려 인종의 아들 - 대녕후
- 고려 인종의 아들 - 고려 명종
- 고려 인종의 아들 - 원경국사
- 고려 인종의 아들 - 고려 신종
- 고려 인종의 딸 - 승경궁주
- 고려 인종의 딸 - 덕녕궁주
- 고려 인종의 딸 - 창락궁주
- 고려 인종의 딸 - 영화궁주

의종
- 고려 의종의 아들 - 효령태자
- 고려 의종의 딸 - 경덕궁주
- 고려 의종의 딸 - 안정궁주
- 고려 의종의 딸 - 화순궁주

명종
- 고려 명종의 아들 - 고려 강종
- 고려 명종의 딸 - 연희궁주
- 고려 명종의 딸 - 수안궁주

신종
- 고려 신종의 아들 - 고려 희종
- 고려 신종의 아들 - 양양공
- 고려 신종의 딸 - 효회공주
- 고려 신종의 딸 - 경녕궁주

희종
- 고려 희종의 아들 - 창원공
- 고려 희종의 아들 - 시녕후
- 고려 희종의 아들 - 경원공
- 고려 희종의 아들 - 대선사
- 고려 희종의 아들 - 충명국사
- 고려 희종의 딸 - 안혜태후
- 고려 희종의 딸 - 영창궁주
- 고려 희종의 딸 - 덕창궁주
- 고려 희종의 딸 - 가순궁주
- 고려 희종의 딸 - 정희궁주

강종
- 고려 강종의 딸 - 수녕궁주
- 고려 강종의 아들 - 고려 고종

고종
- 고려 고종의 아들 - 고려 원종
- 고려 고종의 아들 - 안경공 영조
- 고려 고종의 딸 - 수흥궁주

원종
- 고려 원종의 아들 - 고려 충렬왕
- 고려 원종의 아들 - 시양후
- 고려 원종의 아들 - 순안공
- 고려 원종의 딸 - 경안궁주
- 고려 원종의 딸 - 함녕궁주

충렬왕
- 고려 충렬왕의 아들 - 고려 충선왕

충선왕
- 고려 충선왕의 아들 - 고려 충숙왕

충숙왕
- 고려 충숙왕의 아들 - 용산원자
- 고려 충숙왕의 아들 - 고려 충혜왕

충혜왕
- 고려 충혜왕의 아들 - 고려 충목왕
- 고려 충혜왕의 딸 - 장녕옹주
- 고려 충혜왕의 아들 - 고려 충정왕
- 고려 충혜왕의 아들 - 석기

공민왕
- 고려 공민왕의 아들 - 고려 우왕

우왕
- 고려 우왕의 아들 - 고려 창왕

공양왕
- 고려 공양왕의 딸 - 숙녕궁주
- 고려 공양왕의 딸 - 정신궁주
- 고려 공양왕의 딸 - 경화궁주

## 조선
조선 태조
- 조선 태조의 아들 - 진안대군
- 조선 태조의 아들 - 정종
- 조선 태조의 아들 - 익안대군
- 조선 태조의 아들 - 회안대군
- 조선 태조의 아들 - 태종
- 조선 태조의 아들 - 덕안대군
- 조선 태조의 딸 - 경신공주
- 조선 태조의 딸 - 경선공주
- 조선 태조의 아들 - 무안대군
- 조선 태조의 아들 - 의안대군
- 조선 태조의 딸 - 경순공주
- 조선 태조의 딸 - 숙신옹주
- 조선 태조의 딸 - 의령옹주

정종 (조선)
- 조선 정종의 아들 - 덕천군
- 조선 정종의 아들 - 도평군
- 조선 정종의 아들 - 의평군
- 조선 정종의 아들 - 선성군
- 조선 정종의 아들 - 임성군
- 조선 정종의 딸 - 함양옹주
- 조선 정종의 아들 - 순평군
- 조선 정종의 아들 - 금평군
- 조선 정종의 아들 - 정석군
- 조선 정종의 아들 - 무림군
- 조선 정종의 딸 - 숙신옹주
- 조선 정종의 아들 - 종의군
- 조선 정종의 아들 - 수도군
- 조선 정종의 아들 - 임언군
- 조선 정종의 아들 - 석보군
- 조선 정종의 아들 - 장천군
- 조선 정종의 딸 - 인천옹주
- 조선 정종의 아들 - 진남군
- 조선 정종의 딸 - 덕천옹주
- 조선 정종의 딸 - 고성옹주
- 조선 정종의 딸 - 상원옹주
- 조선 정종의 딸 - 전산옹주
- 조선 정종의 딸 - 함안옹주

조선 태종
- 조선 태종의 아들 - 양녕대군
- 조선 태종의 아들 - 효령대군
- 조선 태종의 아들 - 세종
- 조선 태종의 아들 - 성녕대군
- 조선 태종의 딸 - 정순공주
- 조선 태종의 딸 - 경정공주
- 조선 태종의 딸 - 경안공주
- 조선 태종의 딸 - 정선공주
- 조선 태종의 아들 - 경녕군
- 조선 태종의 아들 - 함녕군
- 조선 태종의 아들 - 온녕군
- 조선 태종의 아들 - 근녕군
- 조선 태종의 딸 - 정신옹주
- 조선 태종의 딸 - 정정옹주
- 조선 태종의 딸 - 숙정옹주
- 조선 태종의 딸 - 숙녕옹주
- 조선 태종의 딸 - 숙경옹주
- 조선 태종의 딸 - 숙근옹주
- 조선 태종의 딸 - 소신옹주
- 조선 태종의 아들 - 익녕군
- 조선 태종의 딸 - 정혜옹주
- 조선 태종의 딸 - 숙혜옹주
- 조선 태종의 아들 - 희령군
- 조선 태종의 아들 - 혜령군
- 조선 태종의 딸 - 소숙옹주
- 조선 태종의 딸 - 경신옹주
- 조선 태종의 아들 - 후령군
- 조선 태종의 딸 - 숙안옹주
- 조선 태종의 딸 - 숙순옹주

조선 세종
- 조선 세종의 아들 - 문종
- 조선 세종의 아들 - 세조
- 조선 세종의 아들 - 안평대군
- 조선 세종의 아들 - 임영대군
- 조선 세종의 아들 - 광평대군
- 조선 세종의 아들 - 금성대군
- 조선 세종의 아들 - 평원대군
- 조선 세종의 아들 - 영응대군
- 조선 세종의 딸 - 정소공주
- 조선 세종의 딸 - 정의공주
- 조선 세종의 아들 - 화의군
- 조선 세종의 아들 - 계양군
- 조선 세종의 아들 - 의창군
- 조선 세종의 아들 - 밀성군
- 조선 세종의 아들 - 익현군
- 조선 세종의 아들 - 영해군
- 조선 세종의 아들 - 담양군
- 조선 세종의 아들 - 한남군
- 조선 세종의 아들 - 수춘군
- 조선 세종의 아들 - 영풍군
- 조선 세종의 딸 - 정안옹주
- 조선 세종의 딸 - 정현옹주

조선 문종
- 조선 문종의 아들 - 단종
- 조선 문종의 딸 - 경혜공주
- 조선 문종의 딸 - 경숙옹주

조선 세조
- 조선 세조의 아들 - 덕종(추존)
- 조선 세조의 아들 - 예종
- 조선 세조의 딸 - 의숙공주
- 조선 세조의 아들 - 덕원군
- 조선 세조의 아들 - 창원군

조선 예종
- 조선 예종의 아들 - 인성대군
- 조선 예종의 아들 - 제안대군
- 조선 예종의 딸 - 현숙공주

조선 성종
- 조선 성종의 아들 - 중종
- 조선 성종의 딸 - 순숙공주
- 조선 성종의 딸 - 신숙공주
- 조선 성종의 아들 - 연산군
- 조선 성종의 아들 - 무산군
- 조선 성종의 아들 - 안양군
- 조선 성종의 아들 - 봉안군
- 조선 성종의 딸 - 정혜옹주
- 조선 성종의 아들 - 전성군
- 조선 성종의 딸 - 공신옹주
- 조선 성종의 아들 - 계성군
- 조선 성종의 아들 - 완원군
- 조선 성종의 아들 - 회산군
- 조선 성종의 아들 - 견성군
- 조선 성종의 아들 - 익양군
- 조선 성종의 아들 - 경명군
- 조선 성종의 아들 - 운천군
- 조선 성종의 아들 - 양원군
- 조선 성종의 딸 - 혜숙옹주
- 조선 성종의 딸 - 정순옹주
- 조선 성종의 딸 - 정숙옹주
- 조선 성종의 딸 - 휘숙옹주
- 조선 성종의 딸 - 경숙옹주
- 조선 성종의 딸 - 휘정옹주
- 조선 성종의 아들 - 이성군
- 조선 성종의 아들 - 영산군
- 조선 성종의 딸 - 경순옹주
- 조선 성종의 딸 - 숙혜옹주
- 조선 성종의 딸 - 경휘옹주

조선 연산군
- 조선 연산군의 딸 - 휘신공주
- 조선 연산군의 아들 - 폐세자 이황
- 조선 연산군의 아들 - 창녕대군
- 조선 연산군의 아들 - 양평군
- 조선 연산군의 딸 - 이영수
- 조선 연산군의 아들 - 이돈수

조선 중종
- 조선 중종의 아들 - 인종
- 조선 중종의 딸 - 효혜공주
- 조선 중종의 아들 - 명종
- 조선 중종의 딸 - 의혜공주
- 조선 중종의 딸 - 효순공주
- 조선 중종의 딸 - 경현공주
- 조선 중종의 딸 - 인순공주
- 조선 중종의 아들 - 복성군
- 조선 중종의 딸 - 혜순옹주
- 조선 중종의 딸 - 혜정옹주
- 조선 중종의 아들 - 금원군
- 조선 중종의 아들 - 봉성군
- 조선 중종의 아들 - 영양군
- 조선 중종의 아들 - 덕흥대원군
- 조선 중종의 딸 - 정신옹주
- 조선 중종의 아들 - 해안군
- 조선 중종의 아들 - 덕양군
- 조선 중종의 딸 - 정순옹주
- 조선 중종의 딸 - 효정옹주
- 조선 중종의 딸 - 숙정옹주

조선 명종
- 조선 명종의 아들 - 순회세자

조선 선조
- 조선 선조의 아들 - 영창대군
- 조선 선조의 딸 - 정명공주
- 조선 선조의 아들 - 임해군
- 조선 선조의 아들 - 광해군
- 조선 선조의 아들 - 의안군
- 조선 선조의 아들 - 신성군
- 조선 선조의 아들 - 원종(추존)
- 조선 선조의 아들 - 의창군
- 조선 선조의 딸 - 정신옹주
- 조선 선조의 딸 - 정혜옹주
- 조선 선조의 딸 - 정숙옹주
- 조선 선조의 딸 - 정안옹주
- 조선 선조의 딸 - 정휘옹주
- 조선 선조의 아들 - 순화군
- 조선 선조의 아들 - 인성군
- 조선 선조의 아들 - 인흥군
- 조선 선조의 딸 - 정인옹주
- 조선 선조의 딸 - 정선옹주
- 조선 선조의 딸 - 정근옹주
- 조선 선조의 아들 - 경창군
- 조선 선조의 딸 - 정정옹주
- 조선 선조의 아들 - 흥안군
- 조선 선조의 아들 - 경평군
- 조선 선조의 아들 - 영성군
- 조선 선조의 딸 - 정화옹주

조선 인조
- 조선 인조의 아들 - 소현세자
- 조선 인조의 아들 - 효종
- 조선 인조의 아들 - 인평대군
- 조선 인종의 아들 - 용성대군
- 조선 인조의 아들 - 숭선군
- 조선 인조의 아들 - 낙선군
- 조선 인조의 딸 - 효명옹주

조선 효종
- 조선 효종의 아들 - 현종
- 조선 효종의 딸 - 숙신공주
- 조선 효종의 딸 - 숙안공주
- 조선 효종의 딸 - 숙명공주
- 조선 효종의 딸 - 숙휘공주
- 조선 효종의 딸 - 숙정공주
- 조선 효종의 딸 - 숙경공주
- 조선 효종의 딸 - 숙녕옹주
- 조선 효종의 딸 - 의순공주(양녀)

조선 현종
- 조선 현종의 아들 - 숙종
- 조선 현종의 딸 - 명선공주
- 조선 현종의 딸 - 명혜공주
- 조선 현종의 딸 - 명안공주

조선 숙종
- 조선 숙종의 아들 - 경종
- 조선 숙종의 아들 - 영조
- 조선 숙종의 아들 - 연령군

조선 영조
- 조선 영조의 아들 - 진종(추존)
- 조선 영조의 딸 - 화순옹주
- 조선 영조의 아들 - 장조(추존)
- 조선 영조의 딸 - 화평옹주
- 조선 영조의 딸 - 화협옹주
- 조선 영조의 딸 - 화완옹주
- 조선 영조의 딸 - 화유옹주
- 조선 영조의 딸 - 화령옹주
- 조선 영조의 딸 - 화길옹주

조선 정조
- 조선 정조의 아들 - 문효세자
- 조선 정조의 아들 - 순조
- 조선 정조의 딸 - 숙선옹주

조선 순조
- 조선 순조의 아들 - 익종(추존)
- 조선 순조의 딸 - 명온공주
- 조선 순조의 딸 - 복온공주
- 조선 순조의 딸 - 덕온공주
- 조선 순조의 딸 - 영온옹주

조선 철종
- 조선 철종의 딸 - 영혜옹주

## 대한제국
- 고종 황제의 아들 - 순종 황제
- 고종 황제의 아들 - 영친왕(영왕)
- 고종 황제의 아들 - 완친왕(완왕)
- 고종 황제의 아들 - 의친왕(의왕)
- 고종 황제의 딸 - 덕혜옹주